# Lucius Postumius Albinus (Konsul 173 v. Chr.)
Lucius Postumius Albinus entstammte der römischen Adelsfamilie der Postumier und war 173 v. Chr. Konsul.

## Abstammung
Postumius war wohl der Enkel des Konsuls von 242 v. Chr., Aulus Postumius Albinus, weil laut den Fasti Capitolini sein Großvater und sein (nicht näher bekannter) Vater das Pränomen Aulus führten. Seine älteren Brüder waren die Konsuln von 180 bzw. 174 v. Chr., Aulus Postumius Albinus Luscus und Spurius Postumius Albinus Paullulus.

## Prätur in Spanien
180 v. Chr. verwaltete Postumius als Prätor die Provinz Hispania ulterior (jenseitiges Spanien), während sein älterer Bruder Aulus im gleichen Jahr das Konsulat ausübte. Gleichzeitig wurde der von der Annalistik als Held bevorzugte Tiberius Sempronius Gracchus Prätor von Hispania citerior (diesseitiges Spanien). Über dessen Taten berichtet Titus Livius im 40. Buch seiner Geschichtsdarstellung wesentlich ausführlicher als über jene des Postumius, und weil außerdem auch noch die weitere Darstellung des römischen Historikers mit dem Anfang seines 41. Buches verloren ist, weiß man über die zweifellosen kriegerischen Erfolge des Postumius kaum etwas. Offenbar beschlossen die beiden neuen spanischen Prätoren noch vor ihrer Abreise aus Rom, eine einheitliche Strategie gegen die Keltiberer zu verfolgen, und daher übermittelte der als Erster in Spanien eingetroffene Postumius dem Vorgänger des Gracchus, Quintus Fulvius, entsprechende Befehle. Aber anscheinend erst 179 v. Chr., nach der Bestätigung der beiden spanischen Prätoren in ihrer Stellung und dem Erhalt weiterer Truppen, dürften sie ernsthaft an die Ausführung ihrer Pläne herangegangen sein, die jedoch offenbar schon bald wieder ins Stocken geriet. Nach einem ausführlichen Bericht über die Erfolge des Gracchus im Jahr 179 v. Chr. schließt Livius nur eine kurze Bemerkung über jene des Postumius aus einer Nebenquelle an. Danach besiegte Postumius den Stamm der Vaccaeer, wobei angeblich 35.000 Menschen getötet wurden. Doch Livius misstraut dieser Darstellung und hält es für plausibler, dass Postumius zu spät für sommerliche kriegerische Erfolge in seiner Provinz eingetroffen sei. Dabei hat der Annalist offensichtlich übersehen, dass laut seinem eigenen Bericht Postumius schon seit dem Vorjahr als Prätor in Spanien weilte, so dass seine Argumentation hinfällig ist.

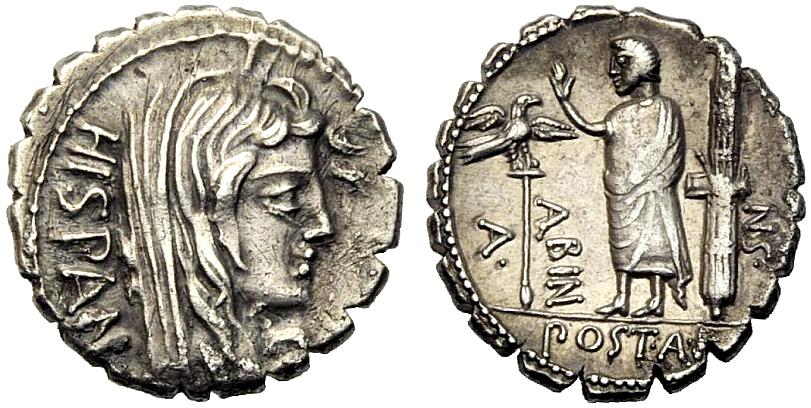
Silber Denar des Münzmeisters Aulus Postumius Albinus, 81 v. Chr. Avers: Verschleierter Kopf der Hispania

Vielleicht hat Livius in seiner Darstellung des Jahres 178 v. Chr., die den nun verlorenen Anfang seines 41. Buchs darstellte, ausführlicher über den spanischen Feldzug des Postumius berichtet. Sicher ist nur, dass Postumius nach seiner Rückkehr nach Rom am 4. Februar 178 v. Chr., einen Tag nach Gracchus, einen Triumph über die Lusitaner und deren Nachbarstämme abhielt. Ebenso wie nach anderen spanischen Statthaltern dieser Jahre wurde auch nach Postumius eine Örtlichkeit in Spanien benannt: Castra Postumiana.
Die von Postumius während seines Einsatzes auf der Iberischen Halbinsel errungenen Erfolge feierte noch ein während der Ära Sullas lebender Münzmeister namens Aulus Postumius Albinus durch die Emission von Denaren, auf deren Vorderseite der verschleierter Kopf der Hispania und der Schriftzug HISPAN(ia) abgebildet ist. Die Darstellung auf der Rückseite dieser Denare ist nicht deutbar; dies verwundert insbesondere dann nicht, wenn sie sich auf Ereignisse der Kämpfe des Postumius während seiner Prätorenzeit beziehen sollte, weil darüber mangels Quellen kaum etwas bekannt ist.

## Konsulat
Die weitere Karriere des Postumius verlief in langsameren Bahnen als die des Gracchus. Erst 174 v. Chr., als seine beiden älteren Brüder Aulus und Spurius als Konsul bzw. Zensor amtierten, konnte ihm deren Einfluss zum Konsulat für das nächste Jahr verhelfen. So trat er 173 v. Chr. das höchste Staatsamt gemeinsam mit Marcus Popillius Laenas an. Offenbar hatten sich die Konsuln und deren Familien weitreichende Vereinbarungen ausgemacht. Dies kann daraus geschlossen werden, dass trotz des Streits zwischen dem Senat und Popillius dessen Bruder 172 v. Chr. neuer Konsul wurde. Die zu diesem Ergebnis führenden Wahlen leitete aber Postumius. Bemerkenswert ist auch, dass dabei erstmals beide Konsulnstellen von Plebejern besetzt wurden.
Als Konsul sollte Postumius 173 v. Chr. zusammen mit seinem Amtskollegen gegen die Ligurer kämpfen. Allerdings konnte Postumius diesem Auftrag nicht nachkommen, weil er sich dem Kampf gegen private Okkupationen von öffentlichem Ackerland in Kampanien widmen musste. Den von seinem Bruder Aulus durchgeführten Census eröffnete Postumius, indem er mit den in Rom lebenden Latinern schroff verfuhr; dieses Vorgehen setzte eine bereits seit einigen Jahren ausgeübte Politik zur Abschließung der Bürgerschaft fort. Postumius verlangte auch von Praeneste Zwangsleistungen; Livius unterstellt ihm Rache als Motiv und wirft ihm Amtsmissbrauch gegenüber italischen Bundesgenossen vor, hat aber darin unrecht, dass Ähnliches vorher noch nie passiert sei.

## Spätere Karriere
Für den Kampf der Römer gegen den Makedonenkönig Perseus wurde Postumius 171 v. Chr. an der Spitze einer Gesandtschaft nach Nordafrika gesandt, um von den Karthagern und von Massinissa Elefanten und Reiter anzuwerben; ähnliche ausländische Spezialtruppen sollten auch die gleichzeitig von Postumius’ Brüdern angeführten Gesandtschaften auftreiben.
Als die Zensoren für 169 v. Chr. gewählt wurden, bewarben sich neben Postumius als weitere Patrizier die Konsuln von 177 und 176 v. Chr., Gaius Claudius Pulcher und Gaius Valerius Laevinus. Mit Unterstützung des chancenreichsten Kandidaten, Tiberius Sempronius Gracchus, konnte sich aber Claudius Pulcher gegen die anderen patrizischen Bewerber durchsetzen. Er hatte schon 177 v. Chr. zusammen mit Gracchus das Konsulat bekleidet und übte nun auch gemeinsam mit ihm das Zensorenamt aus.
Nach seiner gescheiterten Kandidatur für die Zensur wurde Postumius Militärtribun des zum Kampf gegen Perseus nach Makedonien ziehenden Oberfeldherrn Lucius Aemilius Paullus Macedonicus. Am 22. Juni 168 v. Chr. kommandierte er während des entscheidenden Sieges der Weltmacht in der Schlacht von Pydna einen Flügel des römischen Zentrums. Zuletzt hört man von ihm, dass er 167 v. Chr. in Griechenland noch einige der letzten Kämpfe dieses Krieges mitmachte. Weil die vollständig erhaltenen Bücher des Livius nur bis zu diesem Jahr reichen und für die spätere Zeit nur spärliche Quellen vorliegen, verschwindet Postumius nach dieser letzten Notiz im Dunkel der Geschichte.